# Liste der Schwimmweltrekorde
Die Schwimmweltrekorde sind die Bestzeiten, die auf den jeweiligen Strecken unter Einhaltung der Regularien des Weltverbandes World Aquatics aufgestellt wurden. Aktuell werden für Männer und Frauen in je 43 Disziplinen Weltrekorde geführt, davon 20 Bestmarken auf der Langbahn (50-Meter-Bahn) und 23 Bestmarken auf der Kurzbahn (25-Meter-Bahn). Zudem werden sowohl auf der Lang- als auch auf der Kurzbahn Weltrekorde in Mixed-Staffeln erfasst. Die meisten Weltrekorde innerhalb eines Events wurden mit 42 neuen Weltrekorden in 31 Disziplinen bei den Weltmeisterschaften 2009 in Rom aufgestellt, auf der Kurzbahn mit 30 neuen Bestmarken bei den Weltmeisterschaften 2024 in Budapest. 
Erfolgreichste Sportlerin bei einer einzelnen Veranstaltung ist Gretchen Walsh mit elf Weltrekorden bei den Kurzbahnweltmeisterschaften 2024, gefolgt von Mark Spitz (1972) und Michael Phelps (2008) mit sieben Weltrekorden bei den Olympischen Spielen.

## Weltrekorde Langbahn (50 Meter)
Rekord wurde erzielt:
ohne Schwimmanzug
mit Schwimmanzug
mit Teil-Schwimmanzug (freier Oberkörper, Hose bis über die Knie)

### Männer
| Disziplin           | Zeit     | Schwimmer                                                                                     | Nation                 | Datum         | Meeting                        | Ort                  | Film |
| ------------------- | -------- | --------------------------------------------------------------------------------------------- | ---------------------- | ------------- | ------------------------------ | -------------------- | ---- |
| 50 m Freistil       | 20,91    | César Cielo Filho                                                                             | Brasilien              | 18. Dez. 2009 | Brasilianische Meisterschaften | São Paulo, Brasilien |      |
| 100 m Freistil      | 46,40    | Pan Zhanle                                                                                    | Volksrepublik China    | 31. Juli 2024 | Olympische Spiele              | Paris, Frankreich    |      |
| 200 m Freistil      | 1:42,00  | Paul Biedermann                                                                               | Deutschland            | 28. Juli 2009 | Weltmeisterschaften            | Rom, Italien         |      |
| 400 m Freistil      | 3:39,96  | Lukas Märtens                                                                                 | Deutschland            | 12. Apr. 2025 | Swim Open Stockholm            | Stockholm, Schweden  |      |
| 800 m Freistil      | 7:32,12  | Zhang Lin                                                                                     | Volksrepublik China    | 29. Juli 2009 | Weltmeisterschaften            | Rom, Italien         |      |
| 1500 m Freistil     | 14:30,67 | Robert Finke                                                                                  | USA                    | 4. Aug. 2024  | Olympische Spiele 2024         | Paris, Frankreich    |      |
| 50 m Rücken         | 23,55    | Kliment Kolesnikow                                                                            | Russland               | 27. Juli 2023 | Russischer Schwimm-Cup         | Kasan, Russland      |      |
| 100 m Rücken        | 51,60    | Thomas Ceccon                                                                                 | Italien                | 20. Juni 2022 | Weltmeisterschaften            | Budapest, Ungarn     |      |
| 200 m Rücken        | 1:51,92  | Aaron Peirsol                                                                                 | USA                    | 31. Juli 2009 | Weltmeisterschaften            | Rom, Italien         |      |
| 50 m Brust          | 25,95    | Adam Peaty                                                                                    | Vereinigtes Königreich | 25. Juli 2017 | Weltmeisterschaften            | Budapest, Ungarn     |      |
| 100 m Brust         | 56,88    | Adam Peaty                                                                                    | Vereinigtes Königreich | 21. Juli 2019 | Weltmeisterschaften            | Gwangju, Südkorea    |      |
| 200 m Brust         | 2:05,48  | Qin Haiyang                                                                                   | Volksrepublik China    | 28. Juli 2023 | Weltmeisterschaften            | Fukuoka, Japan       |      |
| 50 m Schmetterling  | 22,27    | Andrij Howorow                                                                                | Ukraine                | 1. Juli 2018  | Sette Colli Trophy             | Rom, Italien         |      |
| 100 m Schmetterling | 49,45    | Caeleb Dressel                                                                                | USA                    | 31. Juli 2021 | Olympische Spiele              | Tokio, Japan         |      |
| 200 m Schmetterling | 1:50,34  | Kristóf Milák                                                                                 | Ungarn                 | 21. Juni 2022 | Weltmeisterschaften            | Budapest, Ungarn     |      |
| 200 m Lagen         | 1:52,69  | Léon Marchand                                                                                 | Frankreich             | 30. Juli 2025 | Weltmeisterschaften            | Singapur             |      |
| 400 m Lagen         | 4:02,50  | Léon Marchand                                                                                 | Frankreich             | 23. Juli 2023 | Weltmeisterschaften            | Fukuoka, Japan       |      |
| 4 × 100 m Freistil  | 3:08,24  | Michael Phelps (47,51) Garrett Weber-Gale (47,02) Cullen Jones (47,65) Jason Lezak (46,06)    | USA                    | 11. Aug. 2008 | Olympische Spiele              | Peking, China        |      |
| 4 × 200 m Freistil  | 6:58,55  | Michael Phelps (1:44,49) Ricky Berens (1:44,13) David Walters (1:45,47) Ryan Lochte (1:44,46) | USA                    | 31. Juli 2009 | Weltmeisterschaften            | Rom, Italien         |      |
| 4 × 100 m Lagen     | 3:26,78  | Ryan Murphy Michael Andrew Caeleb Dressel Zach Apple                                          | USA                    | 1. Aug. 2021  | Olympische Spiele              | Tokio, Japan         |      |

### Frauen
| Disziplin           | Zeit     | Schwimmerin                                                                                             | Nation              | Datum         | Meeting                           | Ort                                 | Film |
| ------------------- | -------- | --- | ------------------- | ------------- | --------------------------------- | ----------------------------------- | ---- |
| 50 m Freistil       | 23,61    | Sarah Sjöström                                                                                          | Schweden            | 29. Juli 2023 | Weltmeisterschaften               | Fukuoka, Japan                      |      |
| 100 m Freistil      | 51,71    | Sarah Sjöström                                                                                          | Schweden            | 23. Juli 2017 | Weltmeisterschaften               | Budapest, Ungarn                    |      |
| 200 m Freistil      | 1:52,23  | Ariarne Titmus                                                                                          | Australien          | 12. Juni 2024 | Australische Olympiaqualifikation | Brisbane, Australien                |      |
| 400 m Freistil      | 3:54,18  | Summer McIntosh                                                                                         | Kanada              | 7. Juni 2025  | Kanadische WM-Qualifikation       | Victoria, Kanada                    |      |
| 800 m Freistil      | 8:04,12  | Katie Ledecky                                                                                           | USA                 | 4. Mai 2025   | Tyr Pro Swim Series               | Fort Lauderdale, Vereinigte Staaten |      |
| 1500 m Freistil     | 15:20,48 | Katie Ledecky                                                                                           | USA                 | 16. Mai 2018  | Pro Swim Series                   | Indianapolis, Vereinigte Staaten    |      |
| 50 m Rücken         | 26,86    | Kaylee McKeown                                                                                          | Australien          | 20. Okt. 2023 | Schwimm-Weltcup                   | Budapest, Ungarn                    |      |
| 100 m Rücken        | 57,13    | Regan Smith                                                                                             | USA                 | 18. Juni 2024 | US-Olympiaqualifikation           | Indianapolis, Vereinigte Staaten    |      |
| 200 m Rücken        | 2:03,14  | Kaylee McKeown                                                                                          | Australien          | 10. März 2023 | NSW State Open Championships 2023 | Sydney, Australien                  |      |
| 50 m Brust          | 29,16    | Rūta Meilutytė                                                                                          | Litauen             | 30. Juli 2023 | Weltmeisterschaften               | Fukuoka, Japan                      |      |
| 100 m Brust         | 1:04,13  | Lilly King                                                                                              | USA                 | 25. Juli 2017 | Weltmeisterschaften               | Budapest, Ungarn                    |      |
| 200 m Brust         | 2:17,55  | Jewgenija Tschikunowa                                                                                   | Russland            | 21. Apr. 2023 | Russische Meisterschaften         | Kasan, Russland                     |      |
| 50 m Schmetterling  | 24,43    | Sarah Sjöström                                                                                          | Schweden            | 6. Juli 2014  | Schwedische Meisterschaften       | Borås, Schweden                     |      |
| 100 m Schmetterling | 54,60    | Gretchen Walsh                                                                                          | USA                 | 3. Mai 2025   | Tyr Pro Swim Series               | Fort Lauderdale, Vereinigte Staaten |      |
| 200 m Schmetterling | 2:01,81  | Liu Zige                                                                                                | Volksrepublik China | 21. Okt. 2009 | Nationale Spiele von China        | Jinan, China                        |      |
| 200 m Lagen         | 2:05,70  | Summer McIntosh                                                                                         | Kanada              | 9. Juni 2025  | Kanadische WM-Qualifikation       | Victoria, Kanada                    |      |
| 400 m Lagen         | 4:23,65  | Summer McIntosh                                                                                         | Kanada              | 11. Juni 2025 | Kanadische WM-Qualifikation       | Victoria, Kanada                    |      |
| 4 × 100 m Freistil  | 3:27,96  | Mollie O’Callaghan (52,08) Shayna Jack (51,69) Meg Harris (52,29) Emma McKeon (51,90)                   | Australien          | 23. Juli 2023 | Weltmeisterschaften               | Fukuoka, Japan                      |      |
| 4 × 200 m Freistil  | 7:37,50  | Mollie O’Callaghan (1:53,66) Shayna Jack (1:55,63) Brianna Throssell (1:55,80) Ariarne Titmus (1:52,41) | Australien          | 27. Juli 2023 | Weltmeisterschaften               | Fukuoka, Japan                      |      |
| 4 × 100 m Lagen     | 3:49,34  | Regan Smith (57,57) Kate Douglass (1:04,27) Gretchen Walsh (54,98) Torri Huske (52,52)                  | USA                 | 3. Aug. 2025  | Weltmeisterschaften               | Singapur                            |      |

### Mixed
| Disziplin          | Zeit    | Schwimmer                                                                           | Nation | Datum        | Meeting             | Ort               | Film |
| ------------------ | ------- | ----------------------------------------------------------------------------------- | ------ | ------------ | ------------------- | ----------------- | ---- |
| 4 × 100 m Freistil | 3:18,48 | Jack Alexy (46,91) Patrick Sammon (46,70) Kate Douglass (52,43) Torri Huske (52,44) | USA    | 2. Aug. 2025 | Weltmeisterschaften | Singapur          |      |
| 4 × 100 m Lagen    | 3:37,43 | Ryan Murphy (52,08) Nic Fink (58,29) Gretchen Walsh (55,18) Torri Huske (51,88)     | USA    | 3. Aug. 2024 | Olympische Spiele   | Paris, Frankreich |      |

## Weltrekorde Kurzbahn (25 Meter)

### Männer
| Disziplin           | Zeit     | Schwimmer                                                                                       | Nation          | Datum         | Meeting                              | Ort                                     | Film |
| ------------------- | -------- | ----------------------------------------------------------------------------------------------- | --------------- | ------------- | ------------------------------------ | --------------------------------------- | ---- |
| 50 m Freistil       | 19,90    | Jordan Crooks                                                                                   | Cayman Islands  | 14. Dez. 2024 | Kurzbahnweltmeisterschaften          | Budapest, Ungarn                        |      |
| 100 m Freistil      | 44,84    | Kyle Chalmers                                                                                   | Australien      | 29. Okt. 2021 | Schwimm-Weltcup                      | Kasan, Russland                         |      |
| 200 m Freistil      | 1:38,61  | Luke Hobson                                                                                     | USA             | 15. Dez. 2024 | Kurzbahnweltmeisterschaften          | Budapest, Ungarn                        |      |
| 400 m Freistil      | 3:32,25  | Yannick Agnel                                                                                   | Frankreich      | 15. Nov. 2012 | Französische Kurzbahnmeisterschaften | Angers, Frankreich                      |      |
| 800 m Freistil      | 7:20,46  | Daniel Wiffen                                                                                   | Irland          | 10. Dez. 2023 | Kurzbahneuropameisterschaften        | Otopeni, Rumänien                       |      |
| 1500 m Freistil     | 14:06,88 | Florian Wellbrock                                                                               | Deutschland     | 21. Dez. 2021 | Kurzbahnweltmeisterschaften          | Abu Dhabi, Vereinigte Arabische Emirate |      |
| 50 m Rücken         | 22,11    | Kliment Kolesnikov                                                                              | Russland        | 23. Nov. 2022 | Russische Kurzbahnmeisterschaften    | Kasan, Russland                         |      |
| 100 m Rücken        | 48,33    | Coleman Stewart                                                                                 | USA             | 29. Aug. 2021 | International Swimming League        | Neapel, Italien                         |      |
| 200 m Rücken        | 1:45,63  | Mitch Larkin                                                                                    | Australien      | 27. Nov. 2015 | Australische Kurzbahnmeisterschaften | Sydney, Australien                      |      |
| 50 m Brust          | 24,95    | Emre Sakçı                                                                                      | Türkei          | 27. Dez. 2021 | Türkische Meisterschaften            | Gaziantep, Türkei                       |      |
| 100 m Brust         | 55,28    | Ilja Schymanowitsch                                                                             | Belarus         | 26. Nov. 2021 | International Swimming League        | Eindhoven, Niederlande                  |      |
| 200 m Brust         | 2:00,16  | Kirill Prigoda                                                                                  | Russland        | 13. Dez. 2018 | Kurzbahnweltmeisterschaften          | Hangzhou, China                         |      |
| 50 m Schmetterling  | 21,32    | Noè Ponti                                                                                       | Schweiz         | 11. Dez. 2024 | Kurzbahnweltmeisterschaften          | Budapest, Ungarn                        |      |
| 100 m Schmetterling | 47,71    | Noè Ponti                                                                                       | Schweiz         | 14. Dez. 2024 | Kurzbahnweltmeisterschaften          | Budapest, Ungarn                        |      |
| 200 m Schmetterling | 1:46,85  | Tomoru Honda                                                                                    | Japan           | 22. Okt. 2022 | Japanische Kurzbahnmeisterschaften   | Tokio, Japan                            |      |
| 100 m Lagen         | 49,28    | Caeleb Dressel                                                                                  | USA             | 22. Nov. 2020 | International Swimming League        | Budapest, Ungarn                        |      |
| 200 m Lagen         | 1:48,88  | Léon Marchand                                                                                   | Frankreich      | 1. Nov. 2024  | Schwimm-Weltcup                      | Singapur                                |      |
| 400 m Lagen         | 3:54,81  | Daiya Seto                                                                                      | Japan           | 20. Dez. 2019 | International Swimming League        | Las Vegas, Vereinigte Staaten           |      |
| 4 × 50 m Freistil   | 1:21,80  | Caeleb Dressel (20,43) Ryan Held (20,25) Jack Conger (20,59) Michael Chadwick (20,53)           | USA             | 14. Dez. 2018 | Kurzbahnweltmeisterschaften          | Hangzhou, China                         |      |
| 4 × 100 m Freistil  | 3:01,66  | Jack Alexy (45,05) Luke Hobson (45,18) Kieran Smith (46,01) Chris Guiliano (45,42)              | USA             | 10. Dez. 2024 | Kurzbahnweltmeisterschaften          | Budapest, Ungarn                        |      |
| 4 × 200 m Freistil  | 6:40,51  | Luke Hobson (1:38,91) Carson Foster (1:40,77) Shaine Casas (1:40,34) Kieran Smith (1:40,49)     | USA             | 13. Dez. 2024 | Kurzbahnweltmeisterschaften          | Budapest, Ungarn                        |      |
| 4 × 50 m Lagen      | 1:29,72  | Lorenzo Mora (22,65) Nicolò Martinenghi (24,95) Matteo Rivolta (21,60) Leonardo Deplano (20,52) | Italien         | 17. Dez. 2022 | Kurzbahnweltmeisterschaften          | Melbourne, Australien                   |      |
| 4 × 100 m Lagen     | 3:18,68  | Miron Lifinzew (49,31) Kirill Prigoda (55,15) Andrei Minakov (48,80) Egor Kornev (45,42)        | Neutral Athlets | 15. Dez. 2024 | Kurzbahnweltmeisterschaften          | Budapest, Ungarn                        |      |

### Frauen
| Disziplin           | Zeit     | Schwimmer                                                                                         | Nation      | Datum         | Meeting                      | Ort                                     | Film |
| ------------------- | -------- | ------------------------------------------------------------------------------------------------- | ----------- | ------------- | ---------------------------- | --------------------------------------- | ---- |
| 50 m Freistil       | 22,83    | Gretchen Walsh                                                                                    | USA         | 15. Dez. 2024 | Kurzbahnweltmeisterschaften  | Budapest, Ungarn                        |      |
| 100 m Freistil      | 50,25    | Cate Campbell                                                                                     | Australien  | 26. Okt. 2017 | Australische Meisterschaften | Adelaide, Australien                    |      |
| 200 m Freistil      | 1:50,31  | Siobhan Haughey                                                                                   | Hongkong    | 17. Dez. 2021 | Kurzbahnweltmeisterschaften  | Abu Dhabi, Vereinigte Arabische Emirate |      |
| 400 m Freistil      | 3:50,25  | Summer McIntosh                                                                                   | Kanada      | 10. Dez. 2024 | Kurzbahnweltmeisterschaften  | Budapest, Ungarn                        |      |
| 800 m Freistil      | 7:57,42  | Katie Ledecky                                                                                     | USA         | 5. Nov. 2022  | Schwimm-Weltcup              | Indianapolis, Vereinigte Staaten        |      |
| 1500 m Freistil     | 15:08,24 | Katie Ledecky                                                                                     | USA         | 29. Okt. 2022 | Schwimm-Weltcup              | Toronto, Kanada                         |      |
| 50 m Rücken         | 25,23    | Regan Smith                                                                                       | USA         | 13. Dez. 2024 | Kurzbahnweltmeisterschaften  | Budapest, Ungarn                        |      |
| 100 m Rücken        | 54,02    | Regan Smith                                                                                       | USA         | 15. Dez. 2024 | Kurzbahnweltmeisterschaften  | Budapest, Ungarn                        |      |
| 200 m Rücken        | 1:58,04  | Regan Smith                                                                                       | USA         | 15. Dez. 2024 | Kurzbahnweltmeisterschaften  | Budapest, Ungarn                        |      |
| 50 m Brust          | 28,37    | Rūta Meilutytė                                                                                    | Litauen     | 17. Dez. 2022 | Kurzbahnweltmeisterschaften  | Melbourne, Australien                   |      |
| 100 m Brust         | 1:02,36  | Rūta Meilutytė                                                                                    | Litauen     | 12. Okt. 2013 | Schwimm-Weltcup              | Moskau, Russland                        |      |
| 100 m Brust         | 1:02,36  | Alia Atkinson                                                                                     | Jamaika     | 6. Dez. 2014  | Kurzbahnweltmeisterschaften  | Doha, Katar                             |      |
| 100 m Brust         | 1:02,36  | Alia Atkinson                                                                                     | Jamaika     | 26. Aug. 2016 | Schwimm-Weltcup              | Chartres, Frankreich                    |      |
| 200 m Brust         | 2:12,50  | Kate Douglass                                                                                     | USA         | 13. Dez. 2024 | Kurzbahnweltmeisterschaften  | Budapest, Ungarn                        |      |
| 50 m Schmetterling  | 23,94    | Gretchen Walsh                                                                                    | USA         | 10. Dez. 2024 | Kurzbahnweltmeisterschaften  | Budapest, Ungarn                        |      |
| 100 m Schmetterling | 52,71    | Gretchen Walsh                                                                                    | USA         | 14. Dez. 2024 | Kurzbahnweltmeisterschaften  | Budapest, Ungarn                        |      |
| 200 m Schmetterling | 1:59,32  | Summer McIntosh                                                                                   | Kanada      | 12. Dez. 2024 | Kurzbahnweltmeisterschaften  | Budapest, Ungarn                        |      |
| 100 m Lagen         | 55,11    | Gretchen Walsh                                                                                    | USA         | 13. Dez. 2024 | Kurzbahnweltmeisterschaften  | Budapest, Ungarn                        |      |
| 200 m Lagen         | 2:01,63  | Kate Douglass                                                                                     | USA         | 10. Dez. 2024 | Kurzbahnweltmeisterschaften  | Budapest, Ungarn                        |      |
| 400 m Lagen         | 4:15,48  | Summer McIntosh                                                                                   | Kanada      | 14. Dez. 2024 | Kurzbahnweltmeisterschaften  | Budapest, Ungarn                        |      |
| 4 × 50 m Freistil   | 1:32,50  | Ranomi Kromowidjojo (23,05) Maaike de Waard (23,16) Kim Busch (23,47) Femke Heemskerk (22,82)     | Niederlande | 12. Dez. 2020 | Wouda Cup                    | Eindhoven, Niederlande                  |      |
| 4 × 100 m Freistil  | 3:25,01  | Kate Douglas (50,95) Katharine Berkoff (51,38) Alex Shackell (52,01) Gretchen Walsh (50,67)       | USA         | 10. Dez. 2024 | Kurzbahnweltmeisterschaften  | Budapest, Ungarn                        |      |
| 4 × 200 m Freistil  | 7:30,13  | Alexandra Walsh (1:53,25) Paige Madden (1:53,18) Katie Grimes (1:53,39) Claire Weinstein(1:50,31) | USA         | 12. Dez. 2024 | Kurzbahnweltmeisterschaften  | Budapest, Ungarn                        |      |
| 4 × 50 m Lagen      | 1:42,35  | Mollie O’Callaghan (25,49) Chelsea Hodges (29,11) Emma McKeon (24,43) Madison Wilson (23,32)      | Australien  | 17. Dez. 2022 | Kurzbahnweltmeisterschaften  | Melbourne, Australien                   |      |
| 4 × 100 m Lagen     | 3:40,41  | Regan Smith (54,02 WR) Lilly King (1:03,02) Gretchen Walsh (52,84) Kate Douglass (50,53)          | USA         | 15. Dez. 2024 | Kurzbahnweltmeisterschaften  | Budapest, Ungarn                        |      |

### Mixed
| Disziplin         | Zeit    | Schwimmer                                                                                         | Nation          | Datum         | Meeting                     | Ort                   | Film |
| ----------------- | ------- | ------------------------------------------------------------------------------------------------- | --------------- | ------------- | --------------------------- | --------------------- | ---- |
| 4 × 50 m Freistil | 1:27,33 | Maxime Grousset (20,92) Florent Manaudou (20,26) Beryl Gastadello (23,00) Melanie Henique (23,15) | Frankreich      | 16. Dez. 2022 | Kurzbahnweltmeisterschaften | Melbourne, Australien |      |
| 4 × 50 m Lagen    | 1:35,15 | Ryan Murphy (22,37) Nic Fink (24,96) Kate Douglass (24,09) Torri Huske (23,73)                    | USA             | 14. Dez. 2022 | Kurzbahnweltmeisterschaften | Melbourne, Australien |      |
| 4 × 100 m Lagen   | 3:30,47 | Miron Lifinzew (48,90) Kirill Prigoda (54,86) Arina Surkova (55,63) Darja Klepikowa (51,08)       | Neutral Athlets | 14. Dez. 2024 | Kurzbahnweltmeisterschaften | Budapest, Ungarn      |      |

Anmerkungen
1. ↑  
Für die in dieser Liste angeführten Rekorde über die 4-mal-50-Meter-Freistil- und 4-mal-50-Meter-Lagendistanzen werden von der FINA erst seit dem 25. September 2013 geschwommene Zeiten als Weltrekorde anerkannt. Der Europäische Schwimmverband (LEN) erkannte über diese Distanzen Europarekorde schon vorher an, weshalb dieser derzeit besser als der aktuelle Weltrekord ist.

## Statistiken

### Erfolgreichste Nationen aktueller Weltrekorde
| Weltrekorde insgesamt | Nation                 | Langbahn | Kurzbahn | Gesamt | Langbahn | Kurzbahn | Gesamt | Langbahn | Kurzbahn | Gesamt |
| Weltrekorde insgesamt | Nation                 | Männer   | Männer   | Männer | Frauen   | Frauen   | Frauen | Mixed    | Mixed    | Mixed  |
| --------------------- | ---------------------- | -------- | -------- | ------ | -------- | -------- | ------ | -------- | -------- | ------ |
| 35                    | Vereinigte Staaten     | 6        | 7        | 13     | 5        | 14       | 19     | 2        | 1        | 3      |
| 10                    | Australien             |          | 3        | 3      | 5        | 2        | 7      |          |          |        |
| 6                     | Kanada                 |          |          |        | 3        | 3        | 6      |          |          |        |
| 5                     | Frankreich             | 2        | 2        | 4      |          |          |        |          | 1        | 1      |
| 4                     | Volksrepublik China    | 3        |          | 3      | 1        |          | 1      |          |          |        |
| 4                     | Russland               | 1        | 2        | 3      | 1        |          | 1      |          |          |        |
| 3                     | Deutschland            | 2        | 1        | 3      |          |          |        |          |          |        |
| 3                     | Litauen                |          |          |        | 1        | 2        | 3      |          |          |        |
| 3                     | Schweden               |          |          |        | 3        |          | 3      |          |          |        |
| 2                     | Vereinigtes Königreich | 2        |          | 2      |          |          |        |          |          |        |
| 2                     | Italien                | 1        | 1        | 2      |          |          |        |          |          |        |
| 2                     | Japan                  |          | 2        | 2      |          |          |        |          |          |        |
| 2                     | Neutral Athlets        |          | 1        | 1      |          |          |        |          | 1        | 1      |
| 2                     | Schweiz                |          | 2        |        |          |          |        |          |          |        |
| 1                     | Brasilien              | 1        |          | 1      |          |          |        |          |          |        |
| 1                     | Belarus                |          | 1        | 1      |          |          |        |          |          |        |
| 1                     | Cayman Islands         |          | 1        | 1      |          |          |        |          |          |        |
| 1                     | Hongkong               |          |          |        |          | 1        | 1      |          |          |        |
| 1                     | Irland                 |          | 1        | 1      |          |          |        |          |          |        |
| 1                     | Jamaika                |          |          |        |          | 1        | 1      |          |          |        |
| 1                     | Niederlande            |          |          |        |          | 1        | 1      |          |          |        |
| 1                     | Türkei                 |          | 1        | 1      |          |          |        |          |          |        |
| 1                     | Ukraine                | 1        |          | 1      |          |          |        |          |          |        |
| 1                     | Ungarn                 | 1        |          | 1      |          |          |        |          |          |        |

### Erfolgreichste Athleten aktueller Weltrekorde
Gelistet werden alle Athleten, die mindestens drei gültige Weltrekorde halten. Bei gleicher Anzahl alphabetisch sortiert nach Nachnamen.
| Caeleb Dressel | Vereinigte Staaten | 4 | 2 |  |  |   |  |  |  |  |  |   |  |  |  |  | X |  |   |   |   |   |   |   |  | X |  |   |  |   | Langbahn |
| Caeleb Dressel | Vereinigte Staaten | 4 | 2 |  |  |   |  |  |  |  |  |   |  |  |  |  |   |  | X |   |   | X |   |   |  |   |  |   |  |   | Kurzbahn |
| Luke Hobson    | Vereinigte Staaten | 3 | – |  |  |   |  |  |  |  |  |   |  |  |  |  |   |  |   |   |   |   |   |   |  |   |  |   |  |   | Langbahn |
| Luke Hobson    | Vereinigte Staaten | 3 | 3 |  |  | X |  |  |  |  |  |   |  |  |  |  |   |  |   |   |   |   | X | X |  |   |  |   |  |   | Kurzbahn |
| Léon Marchand  | Frankreich         | 3 | 2 |  |  |   |  |  |  |  |  |   |  |  |  |  |   |  |   | X | X |   |   |   |  |   |  |   |  |   | Langbahn |
| Léon Marchand  | Frankreich         | 3 | 1 |  |  |   |  |  |  |  |  |   |  |  |  |  |   |  |   | X |   |   |   |   |  |   |  |   |  |   | Kurzbahn |
| Ryan Murphy    | Vereinigte Staaten | 3 | 2 |  |  |   |  |  |  |  |  |   |  |  |  |  |   |  |   |   |   |   |   |   |  | X |  |   |  | X | Langbahn |
| Ryan Murphy    | Vereinigte Staaten | 3 | 1 |  |  |   |  |  |  |  |  |   |  |  |  |  |   |  |   |   |   |   |   |   |  |   |  | X |  |   | Kurzbahn |
| Kirill Prigoda | Russland           | 3 | – |  |  |   |  |  |  |  |  |   |  |  |  |  |   |  |   |   |   |   |   |   |  |   |  |   |  |   | Langbahn |
| Kirill Prigoda | Russland           | 3 | 3 |  |  |   |  |  |  |  |  | X |  |  |  |  |   |  |   |   |   |   |   |   |  | X |  |   |  | X | Kurzbahn |

| Gretchen Walsh     | Vereinigte Staaten | 8 | 3 |   |   |   |   |   |   |   |   |   |   |   |   |   | X |   |   |   |   |  |   |   |   | X |  |   |   | X | Langbahn |
| Gretchen Walsh     | Vereinigte Staaten | 8 | 5 |   |   |   |   |   |   |   |   |   |   |   |   | X | X |   | X |   |   |  | X |   |   | X |  |   |   |   | Kurzbahn |
| Kate Douglass      | Vereinigte Staaten | 6 | 1 |   |   |   |   |   |   |   |   |   |   |   |   |   |   |   |   |   |   |  |   |   |   |   |  |   | X |   | Langbahn |
| Kate Douglass      | Vereinigte Staaten | 6 | 5 |   |   |   |   |   |   |   |   | X |   |   |   |   |   |   |   | X |   |  | X |   |   | X |  | X |   |   | Kurzbahn |
| Summer McIntosh    | Kanada             | 6 | 3 |   |   |   | X |   |   |   |   |   |   |   |   |   |   |   |   | X | X |  |   |   |   |   |  |   |   |   | Langbahn |
| Summer McIntosh    | Kanada             | 6 | 3 |   |   | X |   |   |   |   |   |   |   |   |   |   |   | X |   |   | X |  |   |   |   |   |  |   |   |   | Kurzbahn |
| Regan Smith        | Vereinigte Staaten | 6 | 2 |   |   |   |   |   |   |   |   |   |   | X |   |   |   |   |   |   |   |  |   |   |   | X |  |   |   |   | Langbahn |
| Regan Smith        | Vereinigte Staaten | 6 | 4 |   |   |   |   |   |   |   |   |   | X | X | X |   |   |   |   |   |   |  |   |   |   | X |  |   |   |   | Kurzbahn |
| Torri Huske        | Vereinigte Staaten | 4 | 3 |   |   |   |   |   |   |   |   |   |   |   |   |   |   |   |   |   |   |  |   |   |   | X |  |   | X | X | Langbahn |
| Torri Huske        | Vereinigte Staaten | 4 | 1 |   |   |   |   |   |   |   |   |   |   |   |   |   |   |   |   |   |   |  |   |   |   |   |  | X |   |   | Kurzbahn |
| Mollie O’Callaghan | Australien         | 4 | 3 |   |   |   |   |   |   |   |   |   |   |   |   |   |   |   |   |   |   |  | X | X |   |   |  |   |   |   | Langbahn |
| Mollie O’Callaghan | Australien         | 4 | 1 |   |   |   |   |   |   |   |   |   |   |   |   |   |   |   |   |   |   |  |   |   | X |   |  |   |   |   | Kurzbahn |
| Katie Ledecky      | Vereinigte Staaten | 4 | 2 |   |   |   |   | X | X |   |   |   |   |   |   |   |   |   |   |   |   |  |   |   |   |   |  |   |   |   | Langbahn |
| Katie Ledecky      | Vereinigte Staaten | 4 | 2 |   |   |   |   | X | X |   |   |   |   |   |   |   |   |   |   |   |   |  |   |   |   |   |  |   |   |   | Kurzbahn |
| Rūta Meilutytė     | Litauen            | 3 | 1 |   |   |   |   |   |   | X |   |   |   |   |   |   |   |   |   |   |   |  |   |   |   |   |  |   |   |   | Langbahn |
| Rūta Meilutytė     | Litauen            | 3 | 2 |   |   |   |   |   |   | X | X |   |   |   |   |   |   |   |   |   |   |  |   |   |   |   |  |   |   |   | Kurzbahn |
| Sarah Sjöström     | Schweden           | 3 | 3 | X | X |   |   |   |   |   |   |   |   |   |   | X |   |   |   |   |   |  |   |   |   |   |  |   |   |   | Langbahn |
| Sarah Sjöström     | Schweden           | 3 | – |   |   |   |   |   |   |   |   |   |   |   |   |   |   |   |   |   |   |  |   |   |   |   |  |   |   |   | Kurzbahn |

### Langzeitrekorde
Nachfolgend werden die jeweils 15 am längsten bestehenden Weltrekorde der Frauen und Männer, sortiert nach der Dauer der Gültigkeit des jeweiligen Weltrekords, gelistet.

#### Männer
| #  | Schwimmer                                                           | Nation              | Disziplin              | Zeit          | Datum             | Gültigkeit            | Olympische / WM-Disziplin |
| -- | ------------------------------------------------------------------- | ------------------- | ---------------------- | ------------- | ----------------- | --------------------- | ------------------------- |
| 1  | Paul Biedermann                                                     | Deutschland         | 00400 m Freistil       | 3:40,07 min   | 26. Juli 2009     | 15 Jahre und 261 Tage | X                         |
| 2  | Grant Hackett                                                       | Australien          | 00800 m Freistil       | 007:23,42 min | 020. Juli 2008    | 15 Jahre und 143 Tage |                           |
| 3  | Paul Biedermann                                                     | Deutschland         | 00200 m Freistil       | 001:39,37 min | 15. November 2009 | 15 Jahre und 28 Tage  | X                         |
| 4  | Michael Phelps                                                      | USA                 | 00400 m Lagen          | 4:03,84 min   | 10. August 2008   | 14 Jahre und 349 Tage | X                         |
| 5  | Grant Hackett                                                       | Australien          | 01500 m Freistil       | 014:10,10 min | 07. August 2001   | 14 Jahre und 119 Tage | X                         |
| 6  | Otto Fahr                                                           | Deutsches Reich     | 00200 m Rücken         | 002:48,4 min  | 03. April 1912    | 14 Jahre und 82 Tage  |                           |
| 7  | Ryan Lochte                                                         | USA                 | 200 m Lagen            | 1:54,00 min   | 28. Juli 2011     | 14 Jahre und 1 Tag    | X                         |
| 8  | César Cielo Filho                                                   | Brasilien           | 00100 m Freistil       | 00046,90 s    | 30. Juli 2009     | 13 Jahre und 14 Tage  | X                         |
| 9  | Stanislaw Donez, Sergei Geibel, Jewgeni Korotyschkin, Danila Isotow | Russland            | 00 4 × 100 Meter Lagen | 003:19,16 min | 20. Dezember 2009 | 12 Jahre und 362 Tage | X                         |
| 10 | Amaury Leveaux                                                      | Frankreich          | 00100 m Freistil       | 000:44,94 min | 13. Dezember 2008 | 12 Jahre und 321 Tage | X                         |
| 11 | Adolph Kiefer                                                       | USA                 | 00100 m Rücken         | 001:04,8 min  | 18. Januar 1936   | 12 Jahre und 157 Tage | X                         |
| 12 | Sun Yang                                                            | Volksrepublik China | 01500 m Freistil       | 014:34,56 min | 4. August 2012    | 11 Jahre und 364 Tage | X                         |
| 13 | Aaron Peirsol, Eric Shanteau, Michael Phelps, David Walters         | USA                 | 0 4 × 100 m Lagen      | 003:27,28 min | 2. August 2009    | 11 Jahre und 363 Tage | X                         |
| 14 | Masanori Yusa, Shigeo Sugiura, Masaharu Taguchi, Shigeo Arai        | Japan               | 4 × 200 m Freistil     | 008:51,5 min  | 11. August 1936   | 11 Jahre und 358 Tage | X                         |
| 15 | Tomikatsu Amano                                                     | Japan               | 01500 m Freistil       | 018:58,8 min  | 10. August 1938   | 11 Jahre und 6 Tage   | X                         |

#### Frauen
| #  | Schwimmerin                                                     | Nation      | Disziplin             | Zeit          | Datum              | Gültigkeit            | Olympische / WM-Disziplin |
| -- | --------------------------------------------------------------- | ----------- | --------------------- | ------------- | ------------------ | --------------------- | ------------------------- |
| 1  | Petra Schneider                                                 | DDR         | 01500 m Freistil      | 015:43,31 min | 12. Januar 1982    | 22 Jahre und 313 Tage |                           |
| 2  | Willy den Ouden                                                 | Niederlande | 00100 m Freistil      | 001:04,6 min  | 27. Februar 1936   | 19 Jahre und 359 Tage | X                         |
| 3  | Janet Evans                                                     | USA         | 01500 m Freistil      | 015:52,10 min | 26. März 1988      | 19 Jahre und 83 Tage  |                           |
| 4  | Janet Evans                                                     | USA         | 00800 m Freistil      | 008:16,22 min | 20. August 1989    | 18 Jahre und 362 Tage | X                         |
| 5  | Mary T. Meagher                                                 | USA         | 00200 m Schmetterling | 002:05,96 min | 13. August 1981    | 18 Jahre und 278 Tage | X                         |
| 6  | Mary T. Meagher                                                 | USA         | 00100 m Schmetterling | 00057,93 s    | 16. August 1981    | 18 Jahre und 7 Tage   | X                         |
| 7  | Janet Evans                                                     | USA         | 00400 m Freistil      | 004:03,85 min | 22. September 1988 | 17 Jahre und 232 Tage | X                         |
| 8  | Ragnhild Hveger                                                 | Dänemark    | 00200 m Freistil      | 002:21,7 min  | 11. September 1938 | 17 Jahre und 108 Tage |                           |
| 9  | Cor Kint                                                        | Niederlande | 00100 m Rücken        | 001:10,9 min  | 22. September 1939 | 17 Jahre und 74 Tage  | X                         |
| 10 | Manuela Stellmach, Astrid Strauß, Anke Möhring, Heike Friedrich | DDR         | 4 × 200 m Freistil    | 007:55,47 min | 18. August 1987    | 17 Jahre              | X                         |
| 11 | Krisztina Egerszegi                                             | Ungarn      | 00200 m Rücken        | 002:06,62 min | 25. August 1991    | 16 Jahre und 175 Tage | X                         |
| 12 | Ragnhild Hveger                                                 | Dänemark    | 00400 m Freistil      | 005:00,1 min  | 15. September 1940 | 15 Jahre und 345 Tage | X                         |
| 13 | Petra Schneider                                                 | DDR         | 00400 m Lagen         | 004:36,10 min | 1. August 1982     | 15 Jahre und 70 Tage  | X                         |
| 14 | Therese Alshammar                                               | Schweden    | 050 m Schmetterling   | 02:14,57 min  | 22. November 2009  | 15 Jahre und 18 Tage  | X                         |
| 15 | Federica Pellegrini                                             | Italien     | 0200 m Freistil       | 01:52,98 min  | 29. Juli 2009      | 14 Jahre und 361 Tage | X                         |

Anmerkungen
1. 1 2  
Während der gesamten Rekordperiode (Disziplinen, die nicht zum Programm der interkontinentalen Meisterschaften gehören werden eher selten bei den vom Weltverband World Aquatics sanktionierten Wettbewerben – Grundvoraussetzung für eine Rekord-Anerkennung – absolviert.)

 offizieller Langbahnweltrekord (nach 1. Mai 1957)
 offizieller Kurzbahnweltrekord (nach 1. Mai 1957)
 Weltrekord vermutlich auf Kurzbahn aufgestellt (vor 1. Mai 1957)
Erst auf dem im Rahmen der Olympischen Sommerspiele 1956 durchgeführten FINA-Kongress wurde festgelegt, dass Rekorde ab 1. Mai 1957 ausschließlich auf der Langbahn (50 Meter bzw. 55 Yards) offizielle Anerkennung finden (bzw. zwischen Langbahn- und Kurzbahnweltrekorden unterschieden wird). Bis dahin stammte ein Großteil der Bestmarken aus dem 25-Meter-Becken, da durch das häufigere Wenden Zeitvorteile entstehen.

## Kurioses
- Der Schwede Arne Borg absolvierte bei seinem am 2. September 1927 aufgestellten 1500-Meter-Weltrekord die ersten 800 Meter in 10:09 min, womit er 28 Sekunden unter der von ihm selbst gehaltenen Weltbestmarke über diese Strecke blieb. Mit dieser Zeit, welche erst 1933 offiziell unterboten wurde, hätte Borg im olympischen 4-mal-200-Meter-Staffelwettbewerb von Paris drei Jahre zuvor den vierten Platz belegt.[4]
- Jessica Hardy konnte in einem Lauf zwei Weltrekorde aufstellen: Am 7. August 2009 schwamm sie auf der Langbahn die 100 Meter Brust in einer Weltrekordzeit von 1:04,45 min. Für die erste Bahn brauchte sie nur 29,80 s. Damit konnte sie ihren eigenen 50-Meter-Weltrekord vom Vortag um 0,15 Sekunden unterbieten.

## Galerie der Rekordhalter (Auswahl)

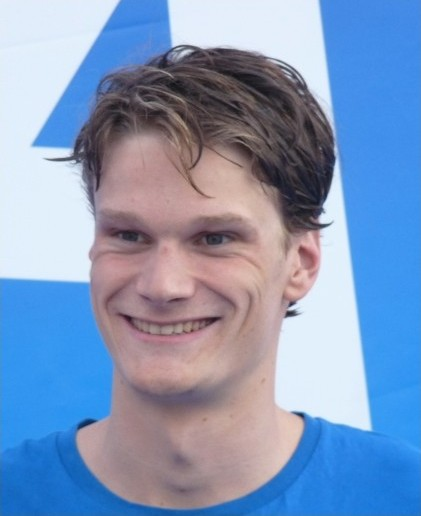
Yannick Agnel
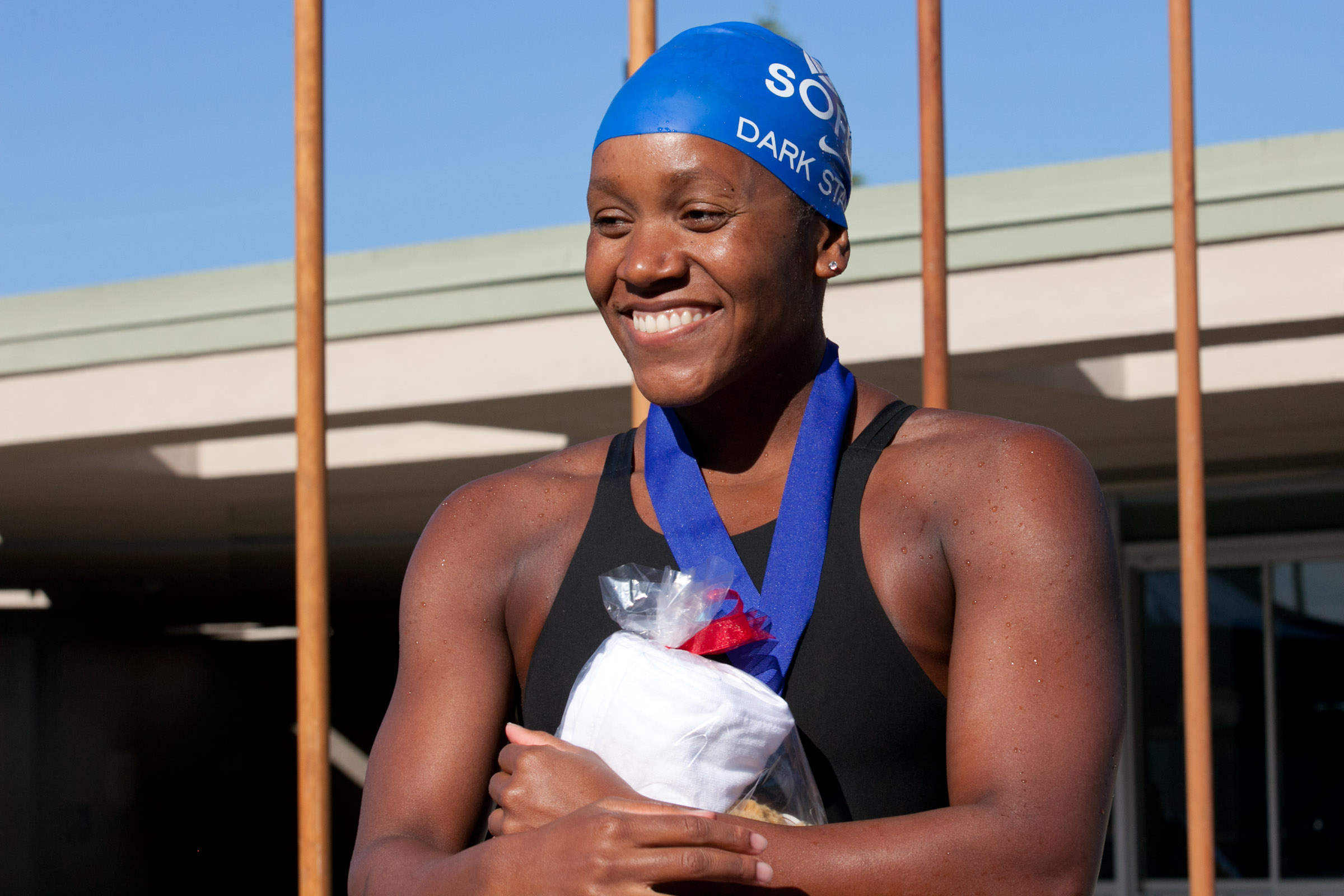
Alia Atkinson
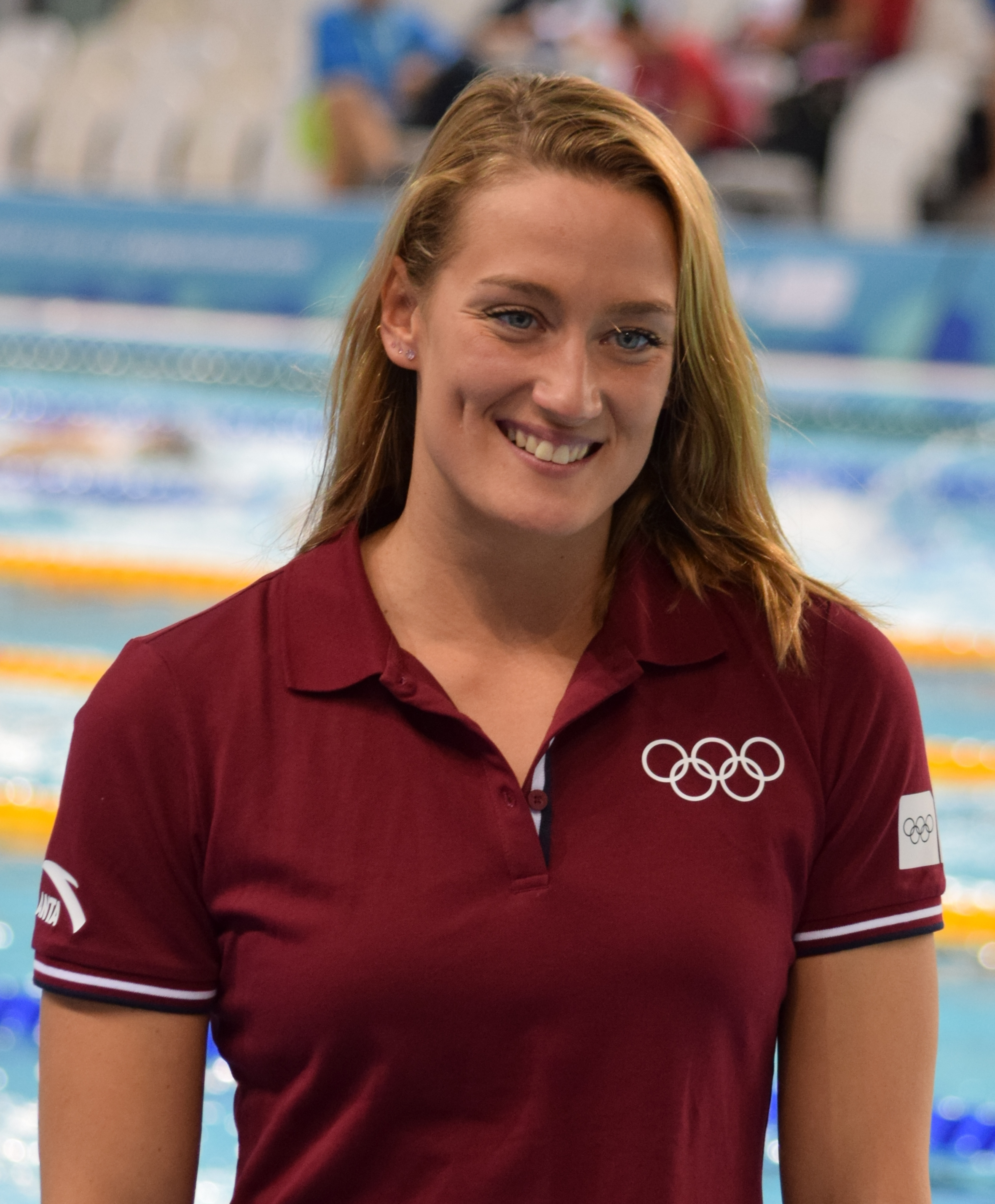
Mireia Belmonte
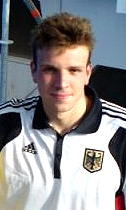
Paul Biedermann
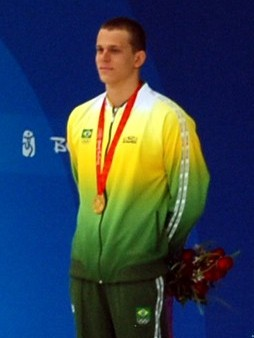
César Cielo
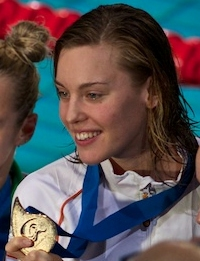
Femke Heemskerk
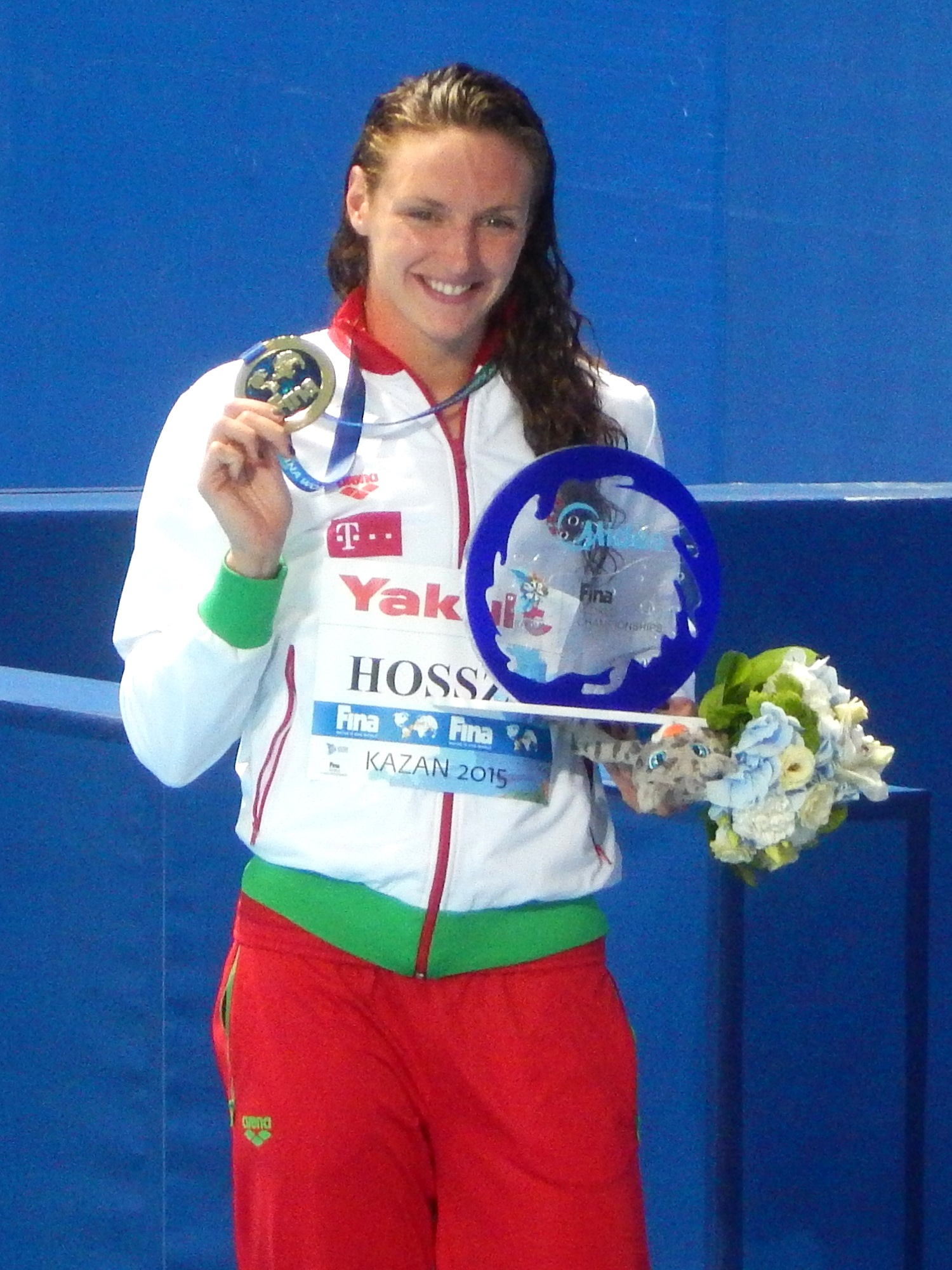
Katinka Hosszú
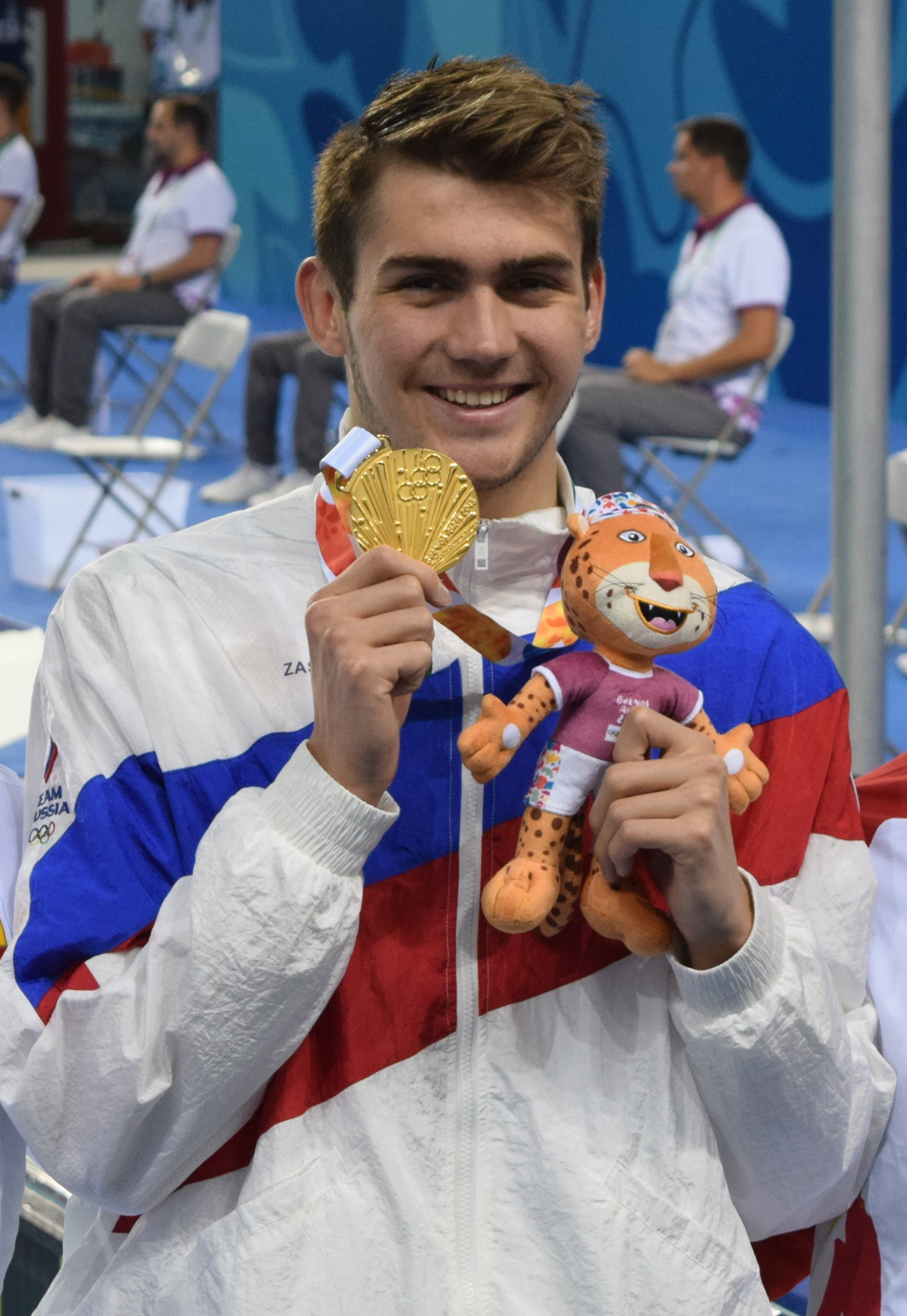
Kliment Kolesnikow
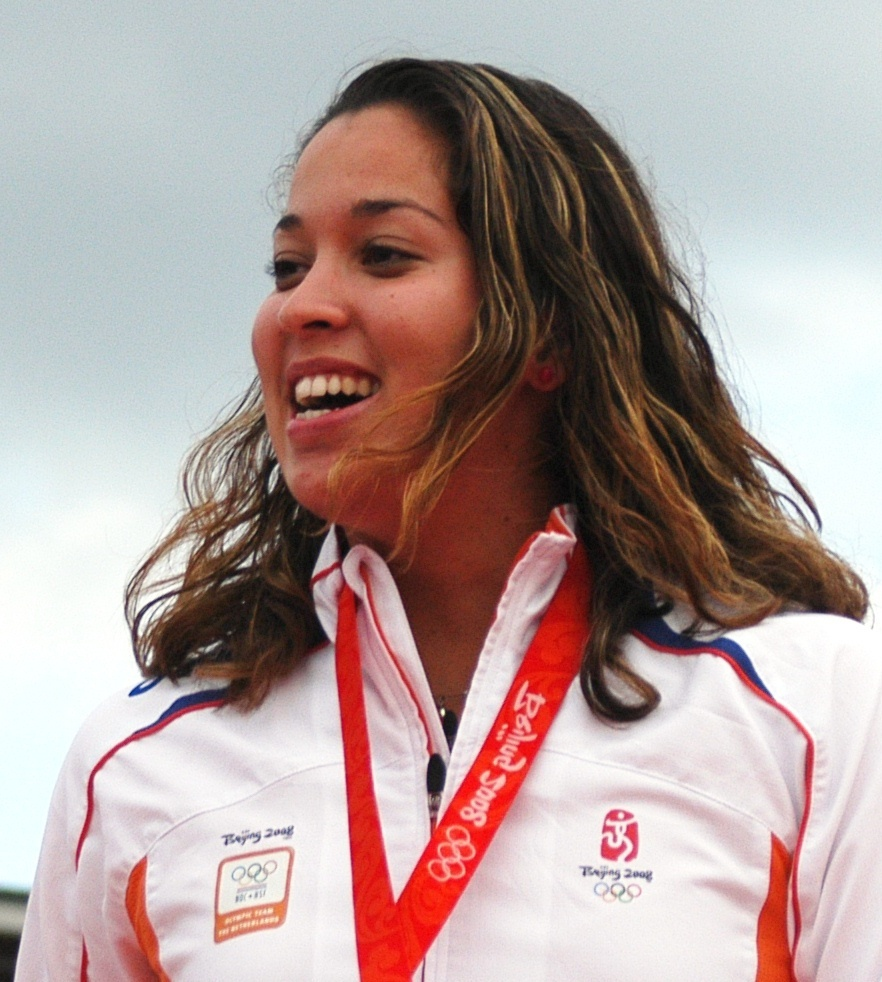
Ranomi Kromowidjojo
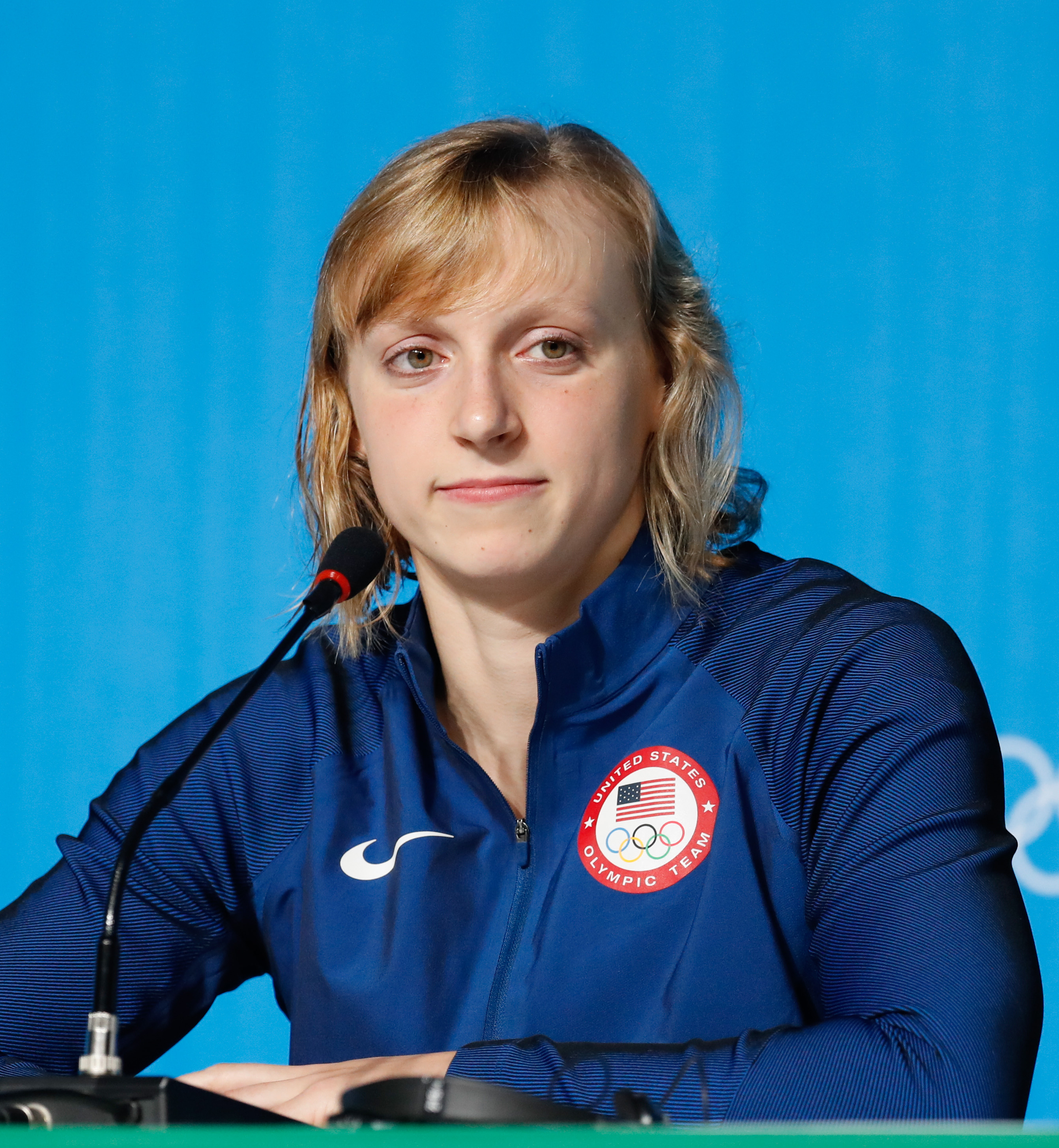
Katie Ledecky
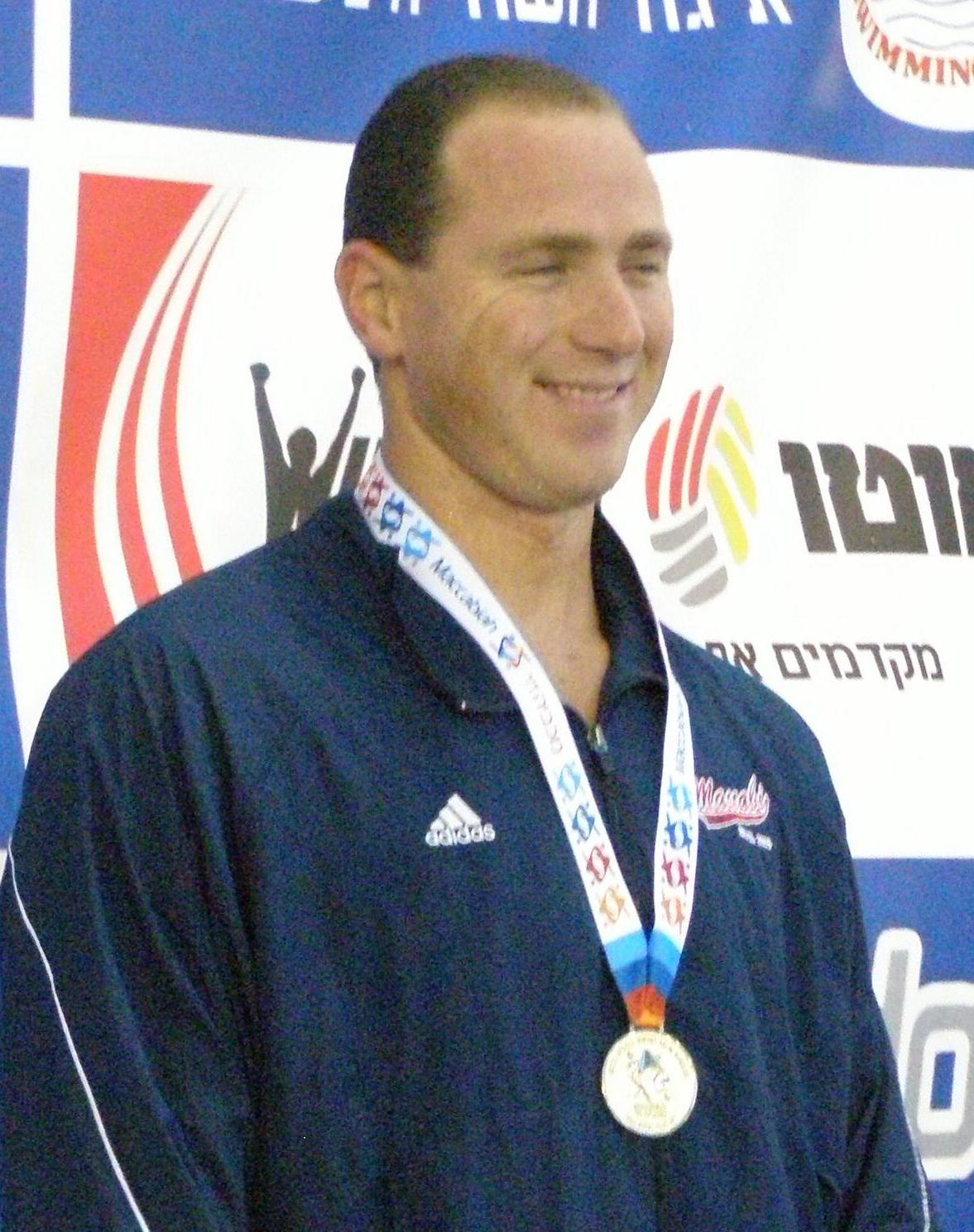
Jason Lezak
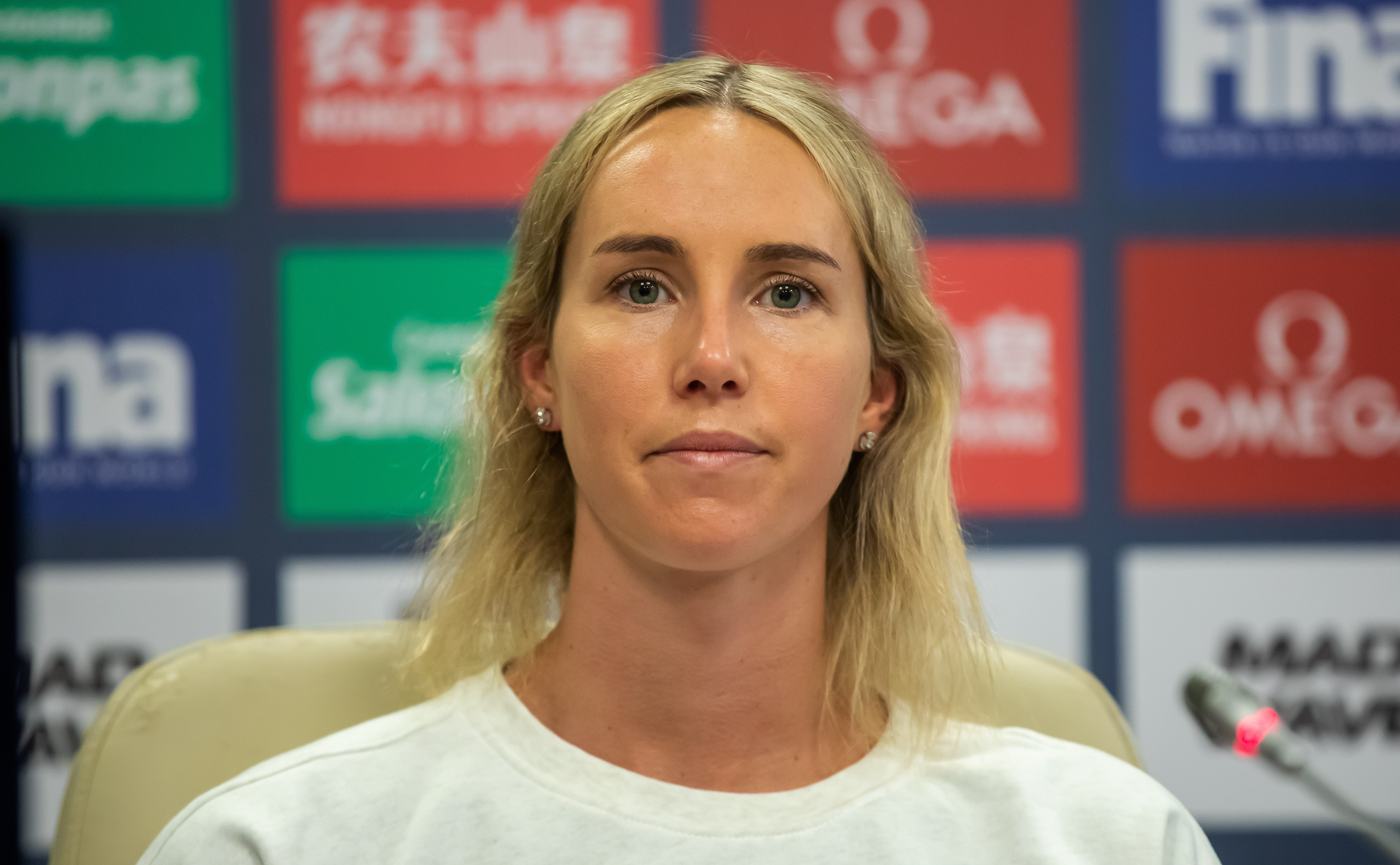
Emma McKeon
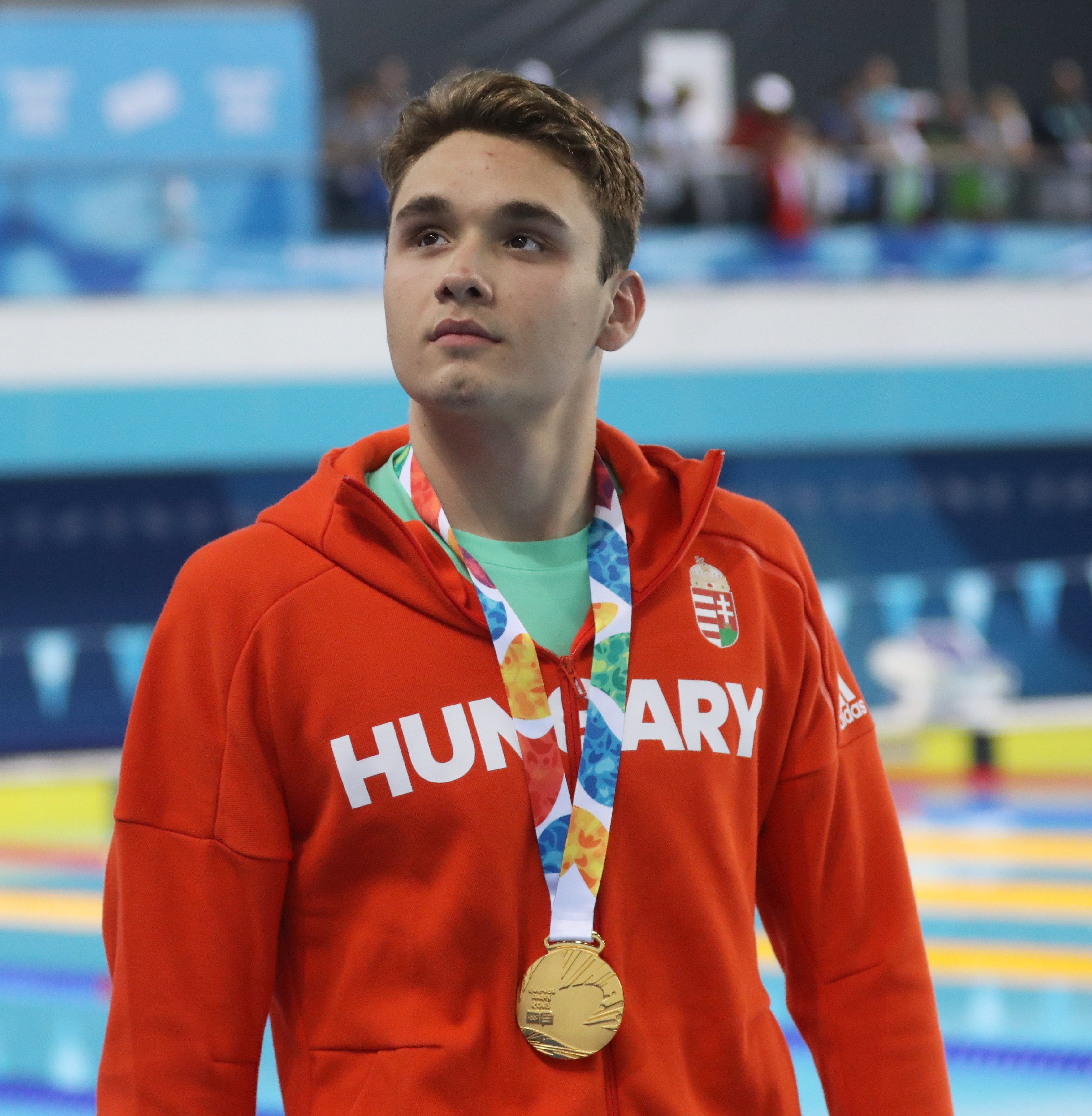
Kristóf Milák
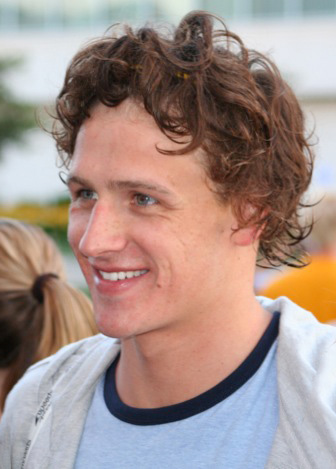
Ryan Lochte
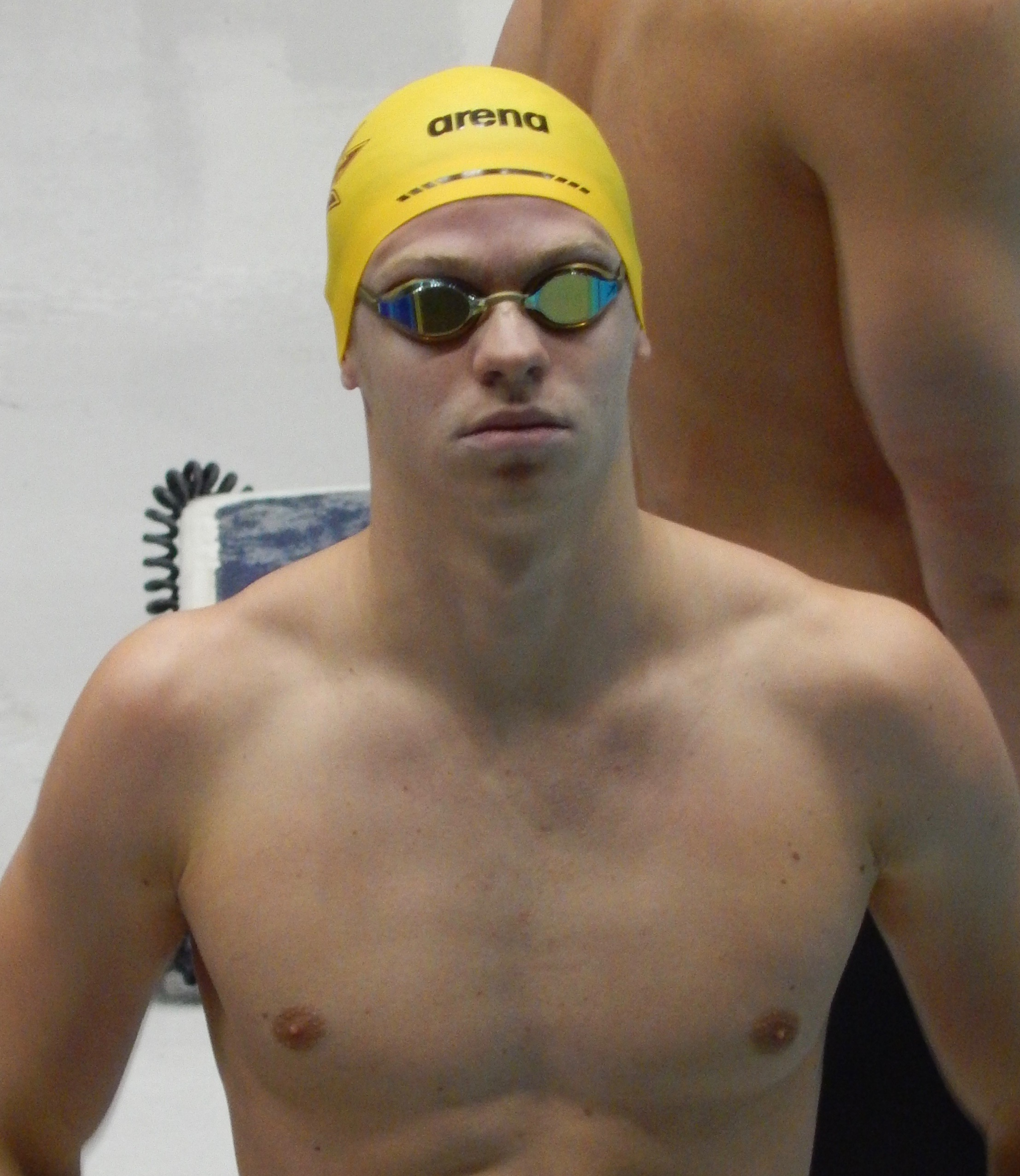
Léon Marchand
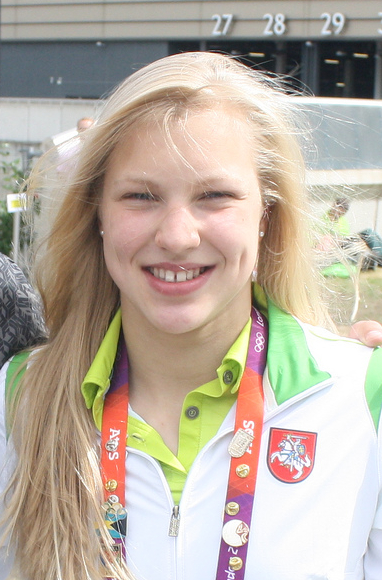
Rūta Meilutytė
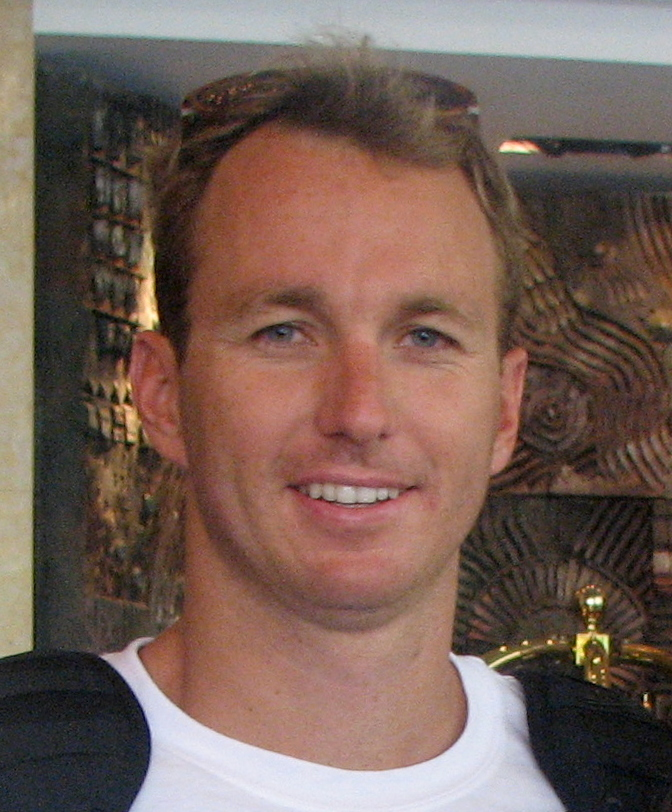
Aaron Peirsol
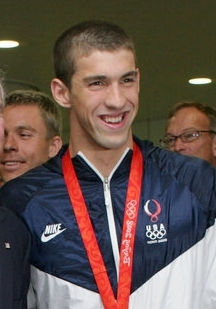
Michael Phelps
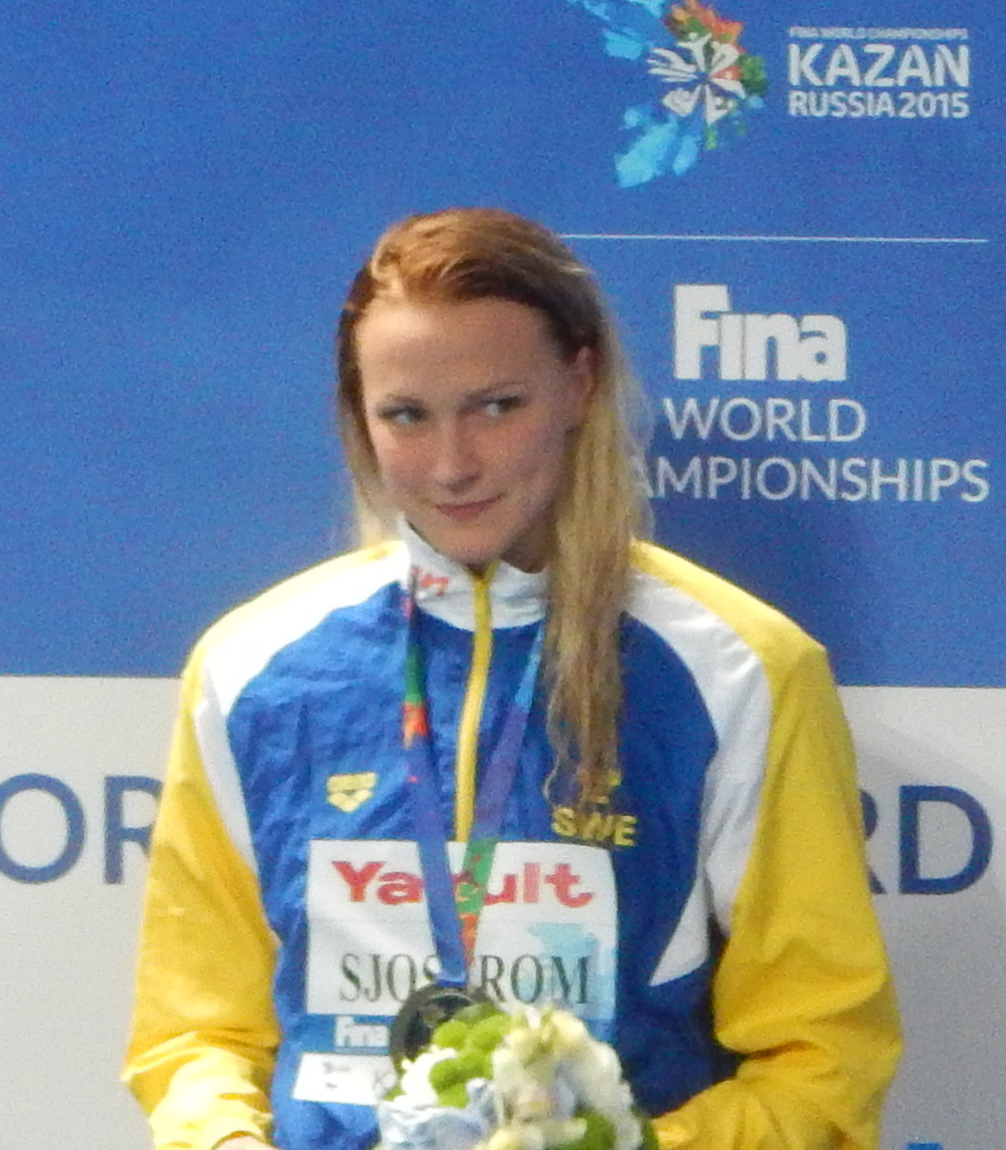
Sarah Sjöström
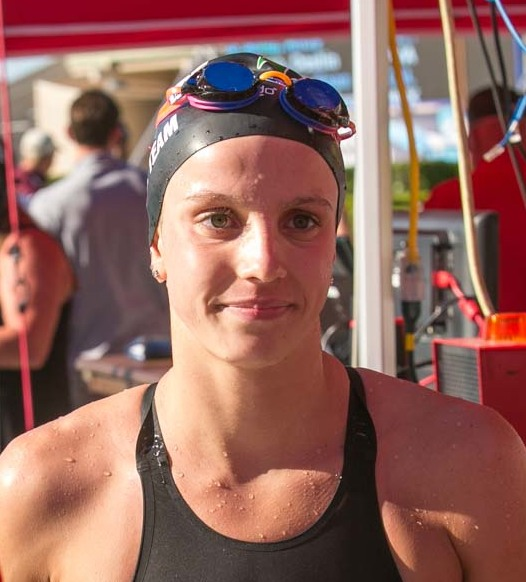
Regan Smith